# Nils-Gösta Damberg
Nils-Gösta Stig Damberg, född 4 mars 1929 i Högsjö socken, död  28 maj 2002 i Solna kommun, var en svensk socialdemokratisk tjänsteman och diplomat.

## Biografi
Nils-Gösta Damberg var son till fabriksarbetaren  Karl Gustav  Damberg och  Agnes Helena, född  Lindholm. Denna släkt Damberg kommer ursprungligen från Grubbe, Umeå landsförsamling, där anfadern Daniel Damber Andersson var född.
Han började sin bana inom SSU på 1950-talet, för att sedan bli anställd vid Arbetsmarknadsverket. Han var riksombudsman för socialdemokraternas partiexpedition, avancerade till facklig sekreterare, innan han 1971 blev socialdemokraternas partikassör. Han blev innan pensioneringen svensk generalkonsul på Åland. I den senare egenskapen tilldelades Damberg kommendörstecknet av första klass av Finlands Lejons orden av Finlands president Martti Ahtisaari.
Damberg var far till närings- och innovationsminister Mikael Damberg (s). Nils-Gösta Damberg är begravd på Ulriksdals begravningsplats.

## Utmärkelser
- Kommendör av 1. klass av Finlands Lejons orden